# Valdeancheta
Valdeancheta fue una localidad española hoy día despoblada, perteneciente al término municipal guadalajareño de Espinosa de Henares, en la comunidad autónoma de Castilla-La Mancha.

## Historia
A mediados del siglo XIX, el lugar, por entonces con ayuntamiento propio, tenía contabilizada una población de 170 habitantes. Aparece descrito en el decimoquinto volumen del Diccionario geográfico-estadístico-histórico de España y sus posesiones de Ultramar de Pascual Madoz de la siguiente manera:

VAL DE ANCHETA: l. con ayunt. en la prov. de Guadalajara (4 leg.), part. jud. de Brihuega (3), aud. terr. de Madrid (14), c. g. de Castilla la Nueva, dióc. de Toledo (26): sit. en buena posision con clima templado: tiene 36 casas; la consistorial; cárcel; escuela de instruccion primaria frecuentada por 15 alumnos, á cargo de un maestro, dotado con 50 rs. y 25 fan de trigo; una fuente de aguas algo gruesas; una igl. (La Asuncion de Ntra. Sra.) aneja de la de Copernal: confina el térm. con Espinosa, Copernal y Alarilla: el terreno participa de quebrado y llano y es de buena calidad; le baña el r. Henares, que forma limite O. de la jurisd.; una dehesa boyal, poblada de roble: caminos: los locales: correo: se recibe y despacha en Hita: prod.: cereales, legumbres, patatas, vino, aceite y pastos con los que se mantiene ganado lanar, vacuno, mular, yeguar y asnal; hay caza de conejos, liebres y perdices; pesca de barbos y anguilas. pobl.: 41 vec., 170 alm. cap. prod.: 704,700 rs. imp.: 56,376.
(Madoz, 1849, p. 255)

El municipio de Valdeancheta desapareció en 1941 al fusionarse con el de Espinosa de Henares.

## Demografía
| Gráfica de evolución demográfica de Valdeancheta entre 1842 y 1940 |
| |
| Población de derecho según los censos de población del INE Población de hecho según los censos de población del INEEntre el censo de 1950 y el anterior, este municipio desaparece porque se integra en el municipio Espinosa de Henares |